# Mons Bradley

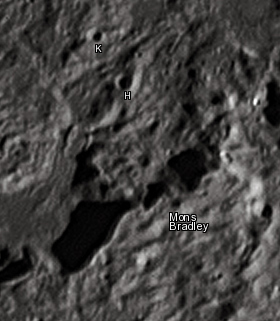
Mons Bradley và các miệng hố vệ tinh gần đó được lấy từ Trái đất vào năm 2012 tại Đài quan sát Bayfordbury của Đại học Hertfordshire với kính viễn vọng Meade LX200 14 "và Lumenera Skynyx 2-1

Mons Bradley là một khối núi mặt trăng trong dãy Montes Apenninus, dọc theo rìa phía đông của Mare Imbrium. Nó nằm ở phía tây của miệng núi lửa Conon. Ở phía tây của đỉnh này là rille Rima Bradley. (Xem bên dưới.)
Tọa độ trên mặt trăng của đỉnh này là 21°44′B 0°23′Đ / 21,73°B 0,38°Đ. Nó có đường kính tối đa là 30 km, và tăng lên độ cao khoảng 4.2 km. Nó được đặt theo tên của nhà thiên văn học người Anh James Bradley (1692 Lỗi1762).

## Rima Bradley
Đây là một địa hào giống như rille nằm ở phía đông nam của Mare Imbrium, gần dãy núi Montes Apenninus. Về phía tây bắc là miệng núi lửa nổi bật Archimedes. Rille này theo một dòng chảy về phía tây nam, bắt đầu từ Palus Putredinis, và cắt qua một khu vực đất đá. Ở phía đông của đầu phía bắc của rille này là Rima Hadley và địa điểm hạ cánh của nhiệm vụ Apollo 15.
Cấu trúc này được tập trung ở tọa độ mặt trăng 23°48′B 1°12′T / 23,8°B 1,2°T và nó có đường kính tối đa là 161 km. Các rille đã được đặt tên theo Mons Bradley gần đó. Một số miệng hố nhỏ gần rille này đã được IAU gán tên. Chúng được liệt kê trong bảng dưới đây. 
| Miệng núi lửa | Tọa độ                          | Đường kính, km | Tên nguồn                 |
| ------------- | ------------------------------- | -------------- | ------------------------- |
| Ann           | 25°07′B 0°03′T / 25,11°B 0,05°T | 3              | Tên nữ tính tiếng Do Thái |
| Ian           | 25°43′B 0°23′T / 25,72°B 0,39°T | 1              | Tên nam tính Gaelic       |
| Kathleen      | 25°20′B 0°50′T / 25,34°B 0,83°T | 5              | Tên nữ tính Ailen         |
| Michael       | 25°03′B 0°13′T / 25,05°B 0,21°T | 4              | Tên nam tính tiếng Anh    |
| Patricia      | 24°55′B 0°30′T / 24,91°B 0,5°T  | 5              | Tên nữ tính tiếng Anh     |